# Jim van Os
Jim van Os, född 8 april 1960 i Utrecht, Nederländerna, är professor i psykiatri och ledare för departementet för psykiatri och neuropsykologi vid Utrechts universitet, Nederländerna.

## Biografi
Van Os studerade medicin i Amsterdam, psykiatri i Jakarta, Casablanca, Bordeaux och London, och därefter epidemiologi vid London School of Hygiene and Tropical Medicine.
Han är professor i psykiatrisk epidemiologi och folkhälsa vid Utrecht University Medical Centre, samt gästprofessor vid avdelningen för psykologisk medicin, Institute of Psychiatry, DeCrespigny Park, London.
År 2011 valdes han till ledamot av Royal Netherlands Academy of Arts and Sciences.

## Vetenskapligt arbete
År 2009 föreslog van Os att diagnosen "schizofreni" skulle avvecklas med hänvisning till dess brist på giltighet och risken för grundläggande tillskrivningsfel i samband med patientens inskrivning. Etiketten "schizofreni" kan orsaka svårigheter från klinikerns sida att kommunicera med den diagnostiserade personen, på grund av felaktiga förutfattade meningar till följd av etiketten.
I stället föreslog van Os en bred och allmän syndromal definition, mer lämpad för personlig diagnos, vilket skulle minska riskn för attributionsfel. Han citerade tidigare arbete av andra forskare som förklarar psykos som avvikande salient reglering.
År 2014 förklarade han sina åsikter i ett TED-tal och listades i Thomson Reuters Web of Science-lista över "världens mest inflytelserika vetenskapliga hjärnor i vår tid" (2014).
År 2015 var han medförfattare till en artikel i en nationell tidning, där han föreslog att "schizo-etiketter" skulle överges och ersättas med mer vetenskaplig och patientvänlig terminologi. Följande vecka publicerade hans kollegor Rene Kahn, Iris Sommer och Damiaan Denys en motartikel där van Os och hans kollegor betecknades som "antipsykotister".
År 2016 publicerade han en ledare som argumenterade för att sjukdomsklassificeringar bör släppa begreppet "schizofreni", eftersom det är en ohjälpsam beskrivning av symtom.